# Angelique Tenkū no Requiem
Angelique Tenkū no Requiem (アンジェリーク 天空の鎮魂歌?) è un videogioco simulatore di appuntamenti sviluppato dalla Koei e pubblicato dalla NEC Home Electronics per PC-FX il 2 aprile 1998 e per PlayStation il 4 febbraio 1999. Il videogioco fa parte della serie Angelique, ma a differenza degli altri titoli della serie è un tradizionale videogioco di ruolo con alcuni elementi dei simulatori di appuntamenti e molteplici finali. Protagonista è Angelique Collet, e la storia è ambientata nel cosmo governato da Angelique Limoges. Tuttavia la pace del cosmo viene minacciata da una misteriosa figura conosciuta come l'"imperatore".